# Air Force Space Command

Wappen des Air Force Space Command

Das Air Force Space Command (AFSPC; deutsch Weltraumkommando der Luftwaffe) war eines von zehn Hauptkommandos der United States Air Force (USAF). Sein Hauptquartier lag auf der Peterson Air Force Base in Colorado, USA. Letzter Kommandeur (von 2016 bis 2019) war General John W. Raymond.
Das AFSPC war die Weltraumabteilung der US-Luftwaffe und zuständig für das Starten, Betreiben und Überwachen von militärischen Satelliten für Aufklärung, Kommunikation und Wetterdaten. Außerdem betrieb das AFSPC ein globales Netz von Radarstationen zur Weltraumüberwachung, um vor anfliegenden feindlichen Raketen warnen zu können.
Das auch im zivilen Bereich genutzte Global Positioning System (GPS) wird vom 50th Space Wing des ehemaligen AFSPC auf der Schriever AFB, Colorado betrieben und überwacht.
Seit 2009 umfasste der Zuständigkeitsbereich auch die Cyberkriegsführung.
Von 1993 bis 2009 war das Space Command auch für die landgestützten US-Interkontinentalraketen (rund 500 Raketen vom Typ LGM-30G Minuteman III) verantwortlich.
Zum AFSPC gehörten die
- 14th Air Force, Vandenberg AFB (Satelliten, Radar)
- 24th Air Force, Lackland AFB (Cyberkrieg, Air-Force-Teil des USCYBERCOM)

Das Personal des Air Force Space Command zählte 2011 rund 42.000 Personen.

## Geschichte
Da die Möglichkeiten und die Bedeutung militärischer Satelliten seit den 1970ern ständig anstiegen, gründete die USAF zum 1. September 1982 ein Space Command, um diesen Bereich abzudecken. Am 15. November 1985 erfolgte die Umbenennung in Air Force Space Command. Am 1. Juli 1993 schließlich übernahm das AFSPC die Verantwortung für die Interkontinentalraketen, die zuvor beim Air Combat Command gelegen hatte. 2009 kam es zu einer größeren Umstrukturierung: Die für die Interkontinentalraketen zuständige 20th Air Force wurde an das neugegründete Air Force Global Strike Command abgegeben, im Gegenzug erhielt das Space Command mit der 24th Air Force die Zuständigkeit für Cyberkriegsführung.
Am 18. Juni 2018 kündigte US-Präsident Donald Trump ein Dekret zur Schaffung der United States Space Force als sechste Teilstreitkraft an. Die United States Space Force übernahm im Dezember 2019 unter anderem die Aufgaben des Air Force Space Command.

## Liste der Kommandierenden Generale
| Name                             | Beginn der Berufung | Ende der Berufung  |
| -------------------------------- | ------------------- | ------------------ |
| James V. Hartinger               | 1. September 1982   | 30. Juli 1984      |
| Robert T. Herres                 | 30. Juli 1984       | 1. Oktober 1986    |
| Maurice C. Padden                | 1. Oktober 1986     | 29. Oktober 1987   |
| Donald J. Kutyna                 | 29. Oktober 1987    | 29. März 1990      |
| Thomas S. Moorman Jr.            | 29. März 1990       | 23. März 1992      |
| Donald J. Kutyna                 | 23. März 1992       | 30. Juni 1992      |
| Charles A. Horner                | 30. Juni 1992       | 13. September 1994 |
| Joseph W. Ashy                   | 13. September 1994  | 26. August 1996    |
| Howell M. Estes III              | 26. August 1996     | 14. August 1998    |
| Richard B. Myers                 | 14. August 1998     | 22. Februar 2000   |
| Ralph E. Eberhart                | 22. Februar 2000    | 19. April 2002     |
| Lance W. Lord                    | 19. April 2002      | 1. April 2006      |
| Frank Klotz (kommissarisch)      | 1. April 2006       | 26. Juni 2006      |
| Kevin P. Chilton                 | 26. Juni 2006       | 3. Oktober 2007    |
| Michael A. Hamel (kommissarisch) | 3. Oktober 2007     | 12. Oktober 2007   |
| C. Robert Kehler                 | 12. Oktober 2007    | 5. Januar 2011     |
| William L. Shelton               | 5. Januar 2011      | 15. August 2014    |
| John E. Hyten                    | 15. August 2014     | 25. Oktober 2016   |
| John W. Raymond                  | 25. Oktober 2016    | 20. Dezember 2019  |

## Bahnbestimmung von Satelliten
Für die Bestimmung der Bahndaten von Erdsatelliten wird vom United States Air Force’s 20th Space Control Squadron unter dem Motto Detect – Track – Identify auf 33° nördlicher Breite in den USA ein multistatisches Radar, bestehend aus drei Sende- und sechs Empfangsstationen betrieben. Die Sender erzeugen bei einer Frequenz von 216,98 MHz einen HF-Zaun, der in Ost-West-Richtung vom Atlantik zum Pazifik reicht und in Nord-Süd-Richtung eine Dicke von 0,02° (in 15000 km Höhe) besitzt. Satelliten mit genügend großer Bahnneigung passieren auf ihrer Umlaufbahn regelmäßig dieses HF-Feld, so dass Zeitpunkt, Richtung und Dopplerverschiebung der gestreuten Signale von den Empfangsstationen mit Phasenarrayantennen zur Bestimmung der Bahn erfasst werden können. Der Empfang der Radarechos ist auch mit Amateurmitteln möglich.

## Satelliten des AFSPC
Im Folgenden werden Satelliten des Air Force Space Command aufgelistet, die am 4. August 2008 aktiv waren.
| Bezeichnung                                 | Einsatzzweck             | Anzahl (aktiv) | Hersteller                                 |
| ------------------------------------------- | ------------------------ | -------------- | ------------------------------------------ |
| Coriolis                                    | Windmessung über Ozeanen | 1              | General Dynamics                           |
| C/NOFS                                      | Wetterbeobachtung        | 1              | General Dynamics                           |
| Defense Meteorological Satellite Program    | Wetterbeobachtung        | 5              | Lockheed Martin/Northrop Grumman           |
| Defense Satellite Communications System III | Kommunikation            | 9              | Lockheed Martin                            |
| Defense Support Program                     | Frühwarnung              | 7              | Northrop Grumman                           |
| Experimental Satellite System               | Technologieerprobung     | 1              | Lockheed Martin                            |
| Geosat Follow-On                            | Erdbeobachtung           | 1              | Ball Aerospace                             |
| GeoLITE                                     | Technologieerprobung     | 1              | Northrop Grumman                           |
| „Great Bear“                                | Elektronische Aufklärung | 1              | National Reconnaissance Office             |
| Keyhole                                     | Optische Aufklärung      | 5              | Lockheed Martin                            |
| Lacrosse                                    | Radaraufklärung          | 5              | National Reconnaissance Laboratory         |
| Lincoln Experimental Satellite              | Technologieerprobung     | 1              | MIT-Lincoln Laboratory                     |
| Magnum                                      | Elektronische Aufklärung | 1              | Northrop Grumman                           |
| Mentor                                      | Elektronische Aufklärung | 3              | Northrop Grumman                           |
| Mercury                                     | Elektronische Aufklärung | 2              | Boeing                                     |
| Midcourse Space Experiment                  | Frühwarnung              | 1              | (Ballistic Missile Defense Organization)   |
| Micro-Satellite Technology experiment       | Technologieerprobung     | 2              | Orbital Sciences, Lockheed Martin          |
| Milstar                                     | Kommunikation            | 5              | Lockheed Martin                            |
| Multispectral Thermal Imager                | Optische Aufklärung      | 1              | Raytheon, Ball Aerospace, Northrop Grumman |
| NAVSTAR-GPS                                 | Navigation               | 31             | Rockwell, Lockheed Martin                  |
| Near Field Infrared Experiment              | Frühwarnung              | 1              | General Dynamics                           |
| Satellite Data System                       | Kommunikation            | 5              | Boeing                                     |
| SLDCOM                                      | Kommunikation            | 3              | National Reconnaissance Laboratory         |
| Space-Based Infrared System                 | Frühwarnung              | 2              | Lockheed Martin                            |
| STPSat                                      | Technologieerprobung     | 1              | AeroSat                                    |
| Trumpet                                     | Elektronische Aufklärung | 3              | Boeing                                     |
| „Trumpet Follow On“                         | Elektronische Aufklärung | 2              | k. A.                                      |
| Tactical Satellite                          | Technologieerprobung     | 2              | Air Force Research Laboratory              |